# Us and Them (album Shinedown)
Us And Them – drugi album zespołu rockowego Shinedown wydany 4 października 2005.

## Lista utworów
1. "The Dream" – 0:59
2. "Heroes" – 3:24
3. "Save Me" – 3:33
4. "I Dare You" – 3:53
5. "Yer Majesty" – 3:01
6. "Beyond the Sun" – 4:13
7. "Trade Yourself In" – 3:32
8. "Lady So Divine" – 7:09
9. "Shed Some Light" – 3:41
10. "Begin Again" – 3:50
11. "Atmosphere" – 4:17
12. "Fake" – 4:04
13. "Some Day" – 3:18
14. "Save Me (akustyczna)" – 3:23
15. "I Dare You (akustyczna)" – 3:54
16. "Some Day (akustyczna)" – 3:15

## Single
1. "Save Me"
2. "I Dare You"
3. "Heroes"